# بدری آتابای
بدری کامروز (آتابای) (متولد ۱۳۰۶) کتابدار ایرانی است. جد او از طرف پدری به فتحعلی شاه قاجار و از طرف مادر به میرزا آقاخان نوری می‌رسد. او از شاگردان حبیب‌الله نوبخت و ابراهیم پورداوود بوده است. مدرک تحصیلی وی دکترای تاریخ و ادبیات از دانشگاه تهران و فوق لیسانس کتاب شناسی و کتابداری و دکترای افتخاری ادبیات فارسی از دانشگاه های کابل افغانستان ۱۹۷۵ - پاکستان ۱۹۷۶ و لنین شوروی ۱۹۷۷.

## زندگی
آتابای از سال ۱۳۴۹ تا بهمن ۱۳۵۷، رئیس کتابخانه سلطنتی ایران بود. او همسر ابوالفتح آتابای بود. آتابای برای تدوین کتاب فهرست نسخه‌های خطی کتابخانهٔ سلطنتی در سال ۱۳۵۶ برندهٔ جایزه سلطنتی کتاب سال شد. پس از انقلاب تمام اموالش مصادره شد و مدتی را در زندان گذراند. او در نهایت در شهریور ۵۸ با گذرنامه جعلی از ایران خارج شد. بعد از مدتی در دانشگاه الازهر و دانشگاه قاهره مصر به عنوان استاد دائم رشته ادبیات و زبان فارسی و تاریخ ایران و رشته نسخه‌شناسی استخدام شد.

## آثار
- نگاهی به گوشه‌هایی از تاریخ ایران
- فهرست نسخه‌های خطی کتابخانهٔ سلطنتی
- فهرست آلبوم‌های کتابخانهٔ سلطنتی
- فهرست تاریخ، سفرنامه، سیاحتنامه، روزنامه و جغرافیای خطی کتابخانه سلطنتی
- فهرست قرآن‌های خطی کتابخانه سلطنتی
- گلستان سعدی